# Sibolga
Sibolga – miasto w Indonezji na wyspie Sumatra w prowincji Sumatra Północna; powierzchnia 41,31 km²; 90 tys. mieszkańców (2022). 
Ośrodek handlowy regionu rolniczego, węzeł drogowy na autostradzie Trans-Sumatra; ważny port morski nad Oceanem Indyjskim (wywóz kopry, kawy, kauczuku, drewna).